# 2820 Ійсалмі
2820 Ійсалмі (2820 Iisalmi) — астероїд головного поясу, відкритий 8 вересня 1942 року.
Тіссеранів параметр щодо Юпітера — 3,624.